# Michael Landon Jr.
Michael Graham Landon, Jr. (né le 20 juin 1964 à Encino en Californie) est un acteur, réalisateur, scénariste et producteur américain.
Il est le fils de Michael Landon, et a lui aussi joué dans La Petite Maison dans la prairie aux côtés de sa sœur Leslie Landon.

## Vie privée
Michael Landon, Jr. est le fils de l'acteur Michael Landon et de sa deuxième épouse, Lynn Noe (de). Il est le frère de Christopher Landon, Leslie Landon, Shawna Landon (de), demi-frère de Jennifer Landon (en), Sean Landon (du troisième mariage de son père), et Cheryl Ann Pontrelli (la fille de sa mère de son premier mariage).
Il a épousé l'actrice Sharee Gregory en décembre 1987. Ils ont trois enfants.
Il a décidé de se convertir au christianisme à l'âge de 18 ans.

## Filmographie

### Acteur
- 1977 : La Petite Maison dans la prairie, épisode L'Élection : Jim
- 1988 : Bonanza: The Next Generation (téléfilm) de William F. Claxton : Benjamin 'Benj' Cartwright
- 1988 : Superboy : Stretch (épisode: "The Fixer")
- 1993 : Bonanza : le retour (en) (téléfilm) de Jerry Jameson : Benjamin 'Benj' Cartwright
- 1993 : Back to Bonanza (téléfilm) de Michael Mahler : Hôte
- 1995 : Bonanza: Under Attack (téléfilm) de Mark Tinker : Benjamin 'Benj' Cartwright

### Producteur
- 1991 : Michael Landon: Memories with Laughter and Love
- 2003 : À la conquête d'un cœur (Love Comes Softly) (téléfilm)
- 2004 : À la conquête d'un cœur 2 (en) (Love's Enduring Promise) (téléfilm)
- 2005 : Le Voyage d'une vie (Love's Long Journey) (téléfilm)
- 2006 : Le Roman d'une vie (en) (Love's Abiding Joy)
- 2007 : The Last Sin Eater (en)
- 2007 : Le Bonheur d'être aimé (en) (Love's Unending Legacy) (téléfilm)
- 2007 : Le Nouveau Monde (Saving Sarah Cain)
- 2007 : Tant d'amour à donner (en) (Love's Unfolding Dream) (téléfilm)
- 2009 : Le Lapin en velours (The Velveteen Rabbit)
- 2009 : Le Cœur à l'épreuve (en) (Love Takes Wing) (téléfilm)
- 2009 : Les Chemins de l'espérance (en) (Love Finds a Home) (téléfilm)
- 2011 : Katie, bannie des siens (nl) (The Shunning) (téléfilm)
- 2011 : Jamaa (court métrage)
- 2013 : L'Héritage de Katie (The Confession) (téléfilm)
- 2013 : Le cœur a ses raisons : Le Journal d'une institutrice (When Calls the Heart) (téléfilm)
- 2014-2015 : Le cœur a ses raisons (When Calls the Heart)
- 2015 : The Reckoning (téléfilm)

### Réalisateur
- 1991 : Michael Landon: Memories with Laughter and Love
- 1999 : Un père trop célèbre (Michael Landon, the Father I Knew) (téléfilm)
- 2003 : À la conquête d'un cœur (Love Comes Softly) (téléfilm)
- 2004 : À la conquête d'un cœur 2 (en) (Love's Enduring Promise) (téléfilm)
- 2005 : Le Voyage d'une vie (Love's Long Journey) (téléfilm)
- 2006 : Le Roman d'une vie (en) (Love's Abiding Joy)
- 2007 : The Last Sin Eater (en)
- 2007 : Le nouveau monde (Saving Sarah Cain)
- 2009 : Le Lapin en velours (The Velveteen Rabbit)
- 2011 : Katie, bannie des siens (The Shunning) (téléfilm)
- 2011 : Jamaa (court métrage)
- 2013 : L'Héritage de Katie (The Confession) (téléfilm)
- 2013 : The Ultimate Life
- 2013 : Le cœur a ses raisons : Le Journal d'une institutrice (When Calls the Heart) (téléfilm)
- 2014 : Le cœur a ses raisons (When Calls the Heart)

### Scénariste
- 1993 : Bonanza: The Return (en) (téléfilm)
- 1999 : Un père trop célèbre (Michael Landon, the Father I Knew) (téléfilm)
- 2003 : À la conquête d'un cœur (Love Comes Softly) (téléfilm)
- 2004 : À la conquête d'un cœur 2 (en) (Love's Enduring Promise) (téléfilm)
- 2005 : Le Voyage d'une vie (Love's Long Journey) (téléfilm)
- 2006 : Le Roman d'une vie (en) (Love's Abiding Joy)
- 2007 : The Last Sin Eater (en)
- 2007 : Tant d'amour à donner (en) (Love's Unfolding Dream) (téléfilm)
- 2009 : Le Lapin en velours (The Velveteen Rabbit)
- 2011 : Jamaa (court métrage)
- 2013 : L'Héritage de Katie (The Confession) (téléfilm)
- 2013 : Le cœur a ses raisons : Le Journal d'une institutrice (When Calls the Heart) (téléfilm)
- 2014 : Le cœur a ses raisons (When Calls the Heart)

## Distinctions

### Récompenses
- 2003 : Character and Morality in Entertainment Awards du meilleur téléfilm pour À la conquête d'un cœur (Love Comes Softly) (2003) partagé avec Cindy Kelley, Janette Oke, Larry Levinson, Robert A. Halmi, Dale Midkiff, Katherine Heigl et Skye McCole Bartusiak.
- 2005 : Character and Morality in Entertainment Awards du meilleur téléfilm pour À la conquête d'un cœur 2 (en) (Love's Enduring Promise) (2004) partagé avec Robert A. Halmi, Larry Levinson, Lincoln Lageson, William Spencer Reilly, Cindy Kelley, Janette Oke, January Jones, Logan Bartholomew, Mackenzie Astin (en), Dale Midkiff et Katherine Heigl.
- 2006 : Character and Morality in Entertainment Awards du meilleur téléfilm pour Le Voyage d'une vie (Love's Long Journey) (2005) partagé avec Larry Levinson, Erik Olson, Cindy Kelley, Janette Oke, Erin Cottrell et Logan Bartholomew.
- Heartland International Film Festival (en) 2011 : Lauréat du Prix Spécial Crystal Heart du meilleur court métrage dramatique pour Jamaa (2011) Partagé avec Brian Bird.
- Christopher Awards 2016 : Lauréat du Prix Spécial Christopher pour Le cœur a ses raisons : Le Journal d'une institutrice (When Calls the Heart) (2014-) Partagé avec Brian Bird,Brad Krevoy, Michelle Vicary et Bill Abbott.